# Edvard Grieg
Edvard Hagerup Grieg (Bergen, 15 juni 1843 - aldaar, 4 september 1907) was een Noors componist en pianist uit de romantiek. Door werken als het Pianoconcert in a-mineur, de Lyrische Stukken voor piano, zijn liederen en de Peer Gynt-suites geldt hij als de belangrijkste Noorse componist. Grieg werd door de invloedrijke dirigent Hans von Bülow ook wel "de Chopin van het Noorden" genoemd.

## Biografie

### Jeugd
Grieg stamde uit een familie die van oorsprong Schots was en oorspronkelijk Greig heette. Zijn overgrootvader Alexander Greig, een koopman uit Aberdeen, had zich in 1746 in Bergen gevestigd, meer om economische dan politieke redenen. Hij  veranderde zijn achternaam in Grieg, overeenkomstig de Schotse uitspraak van de ei-klank. Zijn zoon John en zijn kleinzoon Alexander, vader van Edvard Grieg, waren beiden consul in Bergen van het Verenigd Koninkrijk van Groot-Brittannië en Ierland. Edvard zag het levenslicht in een muzikale familie. Zijn moeder, Gesine Judith Hagerup (1814 - 1875), was zeer artistiek (en had ook piano en zang gestudeerd) en zijn vader, Alexander Grieg (†1875), koopman en Brits diplomaat te Bergen, musiceerde in zijn vrije tijd. Grieg had verder een broer (John) en drie zussen, die ook muzikaal begaafd waren.
Op 6-jarige leeftijd kreeg Grieg les van zijn moeder in piano en theorie. Op tienjarige leeftijd leerde hij voor het eerst volksmuziek kennen, wat grote invloed zou hebben op zijn latere leven. Zijn eerste werken waren 'Duits' van karakter, vooral omdat zijn moeder veel bewondering had voor componisten als Chopin, Weber en Mendelssohn. In latere tijd verzette hij zich tegen deze Duitse invloed. Zijn eerste compositie Variaties op een Duitse melodie voor piano, schreef hij op twaalfjarige leeftijd. Hij nam het werk mee naar school, maar werd ervoor gestraft, en het manuscript werd verbrand. Grieg had geen prettige schoolperiode: hij spijbelde vaak en werd ook gepest.
In 1858 leerde Grieg de vioolvirtuoos Ole Bull kennen, die zijn familie wist over te halen hem aan het Conservatorium te Leipzig te laten studeren. Nog in oktober van dit jaar werd hij als student ingeschreven.
Grieg werd er opgeleid tot een uitstekend pianist, maar bereikte nooit een virtuozenstatus. In 1860 moest hij het conservatorium verlaten vanwege een ernstige vorm van pleuritis, waardoor zijn rechterlong zodanig aangetast raakte, dat deze niet meer functioneerde. Als gevolg hiervan had hij zijn leven lang ademhalingsproblemen. Het herstel nam de nodige tijd in beslag: pas na de zomer kon hij verder studeren.
Toen hij in 1862 het conservatorium verliet sloot hij af met een concert waarbij hij zijn tekortkomingen leerde kennen. Bij deze gelegenheid speelde hij zijn opus 1: Vier stukken voor piano, waarvoor hij veel lof oogstte.
Toen hij kennismaakte met Rikard Nordraak (1842-1866), die hem de basis toonde van de nationale muziek waarop hij kon voortbouwen, leerde hij zijn ware roeping kennen: een kunstenaarschap toegewijd aan de muziek van de Noorse nationale romantiek. Grieg documenteerde zijn studie aan het Leipziger conservatorium in de vorm van drie omvangrijke notatieboeken, waarin zowel zijn ontwikkeling als student is gedocumenteerd als, in afgeleide vorm, de onderwijsmethodiek van deze eertijds beroemde muziekonderwijsinstelling.

### Huwelijk en Rome

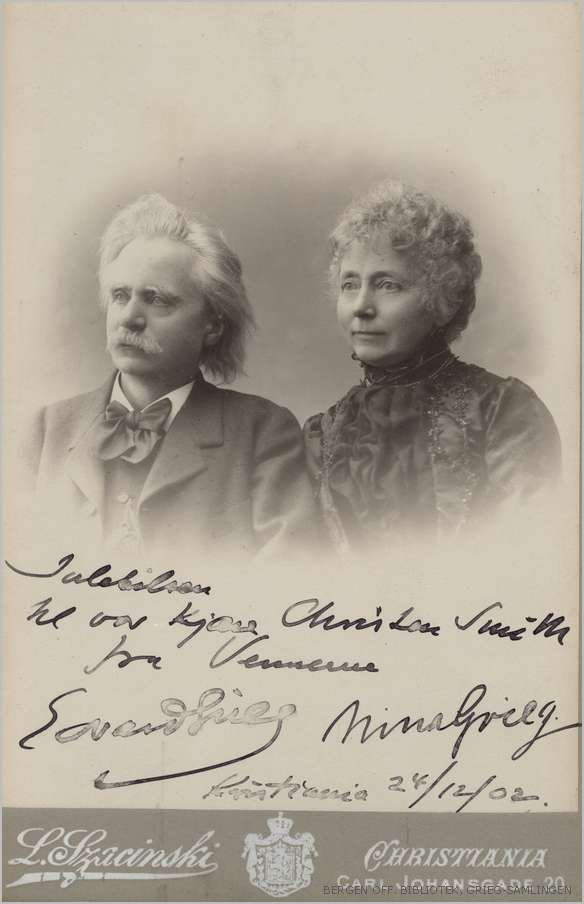
Edvard en Nina Grieg, portretfoto uit 1899, L. Szacinskij. Gesigneerd "Kristiania, 24-12-1902"

Op 11 juni 1867 trouwde Grieg met zijn nicht Nina Hagerup (1845-1935), een begaafde zangeres, die in het bijzonder vanwege haar liederenvoordracht werd geroemd, en een kundig pianiste. Nog voor zijn huwelijk had Grieg het verzoek gekregen "Het Philharmonisch Gezelschap" te dirigeren, naar aanleiding van een concert met de violiste Wilma Norman-Neruda. Dankzij deze uitnodiging had hij nu voldoende financiële middelen om een gezin te stichten en te onderhouden. Daarnaast bleef hij privéles geven en componeren. "De Philharmonie" was overigens een zeer matig orkest met een amateuristisch koor. Al slaagde Grieg erin het Requiem van Mozart en de ouverture "Elias" van Mendelssohn uit te voeren, toch schonk het concerteren hem niet veel voldoening.
In 1869 kwam Edvard en Nina's enige kind, Alexandra, op de leeftijd van slechts één jaar te overlijden. In hetzelfde jaar kreeg Nina een miskraam; voor hen beiden een enorme klap.
In december 1869 kreeg Grieg een brief uit Rome van Franz Liszt (1811-1886), die veel bewondering toonde voor de Vioolsonate op. 7. Dit had tot gevolg dat de Noorse regering hem een stipendium verleende om naar Rome te reizen om Liszt te bezoeken. Voor deze bijzondere gelegenheid nam hij zijn pas gecomponeerde Pianoconcert opus 16 mee. Liszt had er grote bewondering voor. "Ga zo voort", zei Liszt, en "ik zeg u, ge hebt er de gave voor - en laat u niet afschrikken!" Aan zijn ouders schreef Grieg op 9 april 1870 dat dit bezoek voor hem van "oneindige betekenis" is geweest. Ter gelegenheid van dit bezoek schreef Grieg Foran Sydens Kloster (Vooraan een Kloosterpoort) opus 20, voor vrouwenkoor en orkest, dat hij aan Liszt opdroeg (1870).
In 1871 ontmoette hij de jurist Frants Beyer met wie hij lange wandelingen hield en voor de rest van zijn leven zou corresponderen. Na zijn terugkeer uit Rome richtte Grieg in Kristiania (Oslo) de "Musikforeningen" ('muziekvereniging') op, die hij samen met Johan Svendsen tot 1873 heeft geleid. Veel genoegen heeft hij er echter niet aan beleefd. Tussen 1865 en 1866 kwam Grieg vaak in contact met de toneelschrijver Henrik Ibsen, voor wie hij liederen op diens teksten componeerde. In 1874 schreef Grieg Peer Gynt, voor een drama van Ibsen, waardoor hun vriendschap nog inniger werd. Na een jaar was het werk klaar. Op 24 februari 1876 vond de première plaats. In 1888 en 1891 bewerkte Grieg de toneelmuziek tot twee orkestsuites, die tot zijn bekendste werken zouden gaan behoren.

### Laatste levensjaren en overlijden

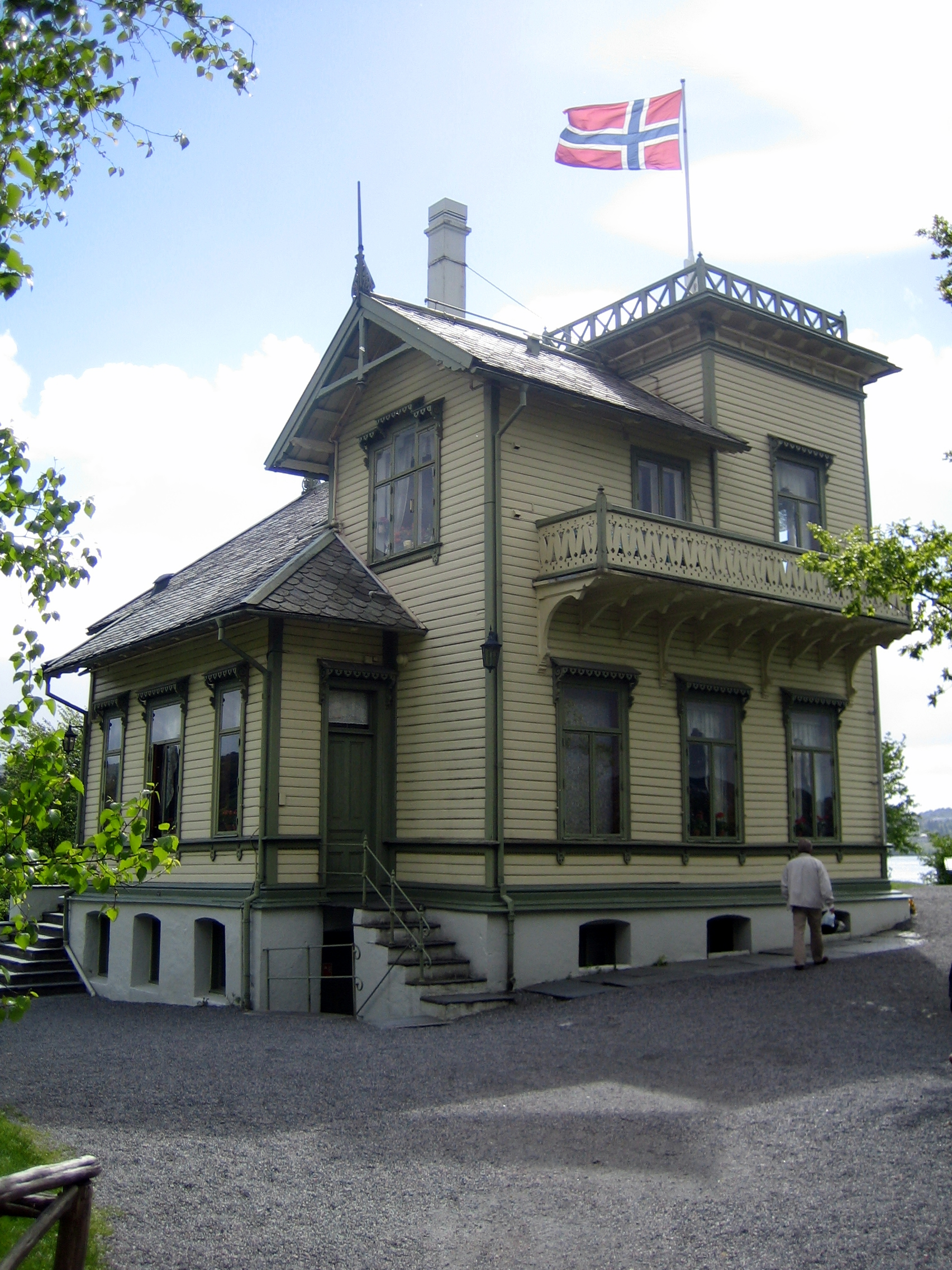
Troldhaugen, het woonhuis van Edvard Grieg

Vanaf 1877 zonderde Grieg zich af in de bergen, waar hij veel inspiratie opdeed. Dit hield hij enkele jaren vol, maar na enige tijd verloor hij zijn interesse in de omgeving en raakten zijn ideeën uitgeput.
In 1885 verhuisden Grieg en zijn vrouw naar Bergen, om zijn zwakke gezondheid. Daarin kwam nu verbetering. Hij liet er een huis bouwen, dat de naam Troldhaugen kreeg. Grieg bleef zijn composities in het buitenland uitvoeren, wat zijn gezondheid niet ten goede kwam. Uiteindelijk werd zijn leven een strijd tegen zijn ziekte.
In 1903 kreeg Grieg een borstbeeld en een stapel gelukwensen voor zijn verjaardag. Hij bleef ook naar het buitenland gaan voor concerten, maar dat nam gestaag af. Zijn vrouw zorgde al die tijd voor hem. In 1905 gaf Grieg ter gelegenheid van de onafhankelijkheid van Noorwegen een concert voor koning Haakon VII van Noorwegen. Zijn laatste werk Fire salmer (Vier psalmen), gebaseerd op volksmuziek, heeft hij in de zomer-herfst van 1906 gecomponeerd. Ondanks zijn bijzonder slechte gezondheidstoestand, ondernam hij in zijn laatste levensjaar diverse concertreizen, onder andere naar Kopenhagen. Op 3 september 1907 moest hij - direct na een concertreis door Engeland - worden opgenomen in het ziekenhuis te Bergen. Daar aangekomen zei hij: "Saa dette skulde bli min Bane" ("Dit zou dus mijn einde zijn").

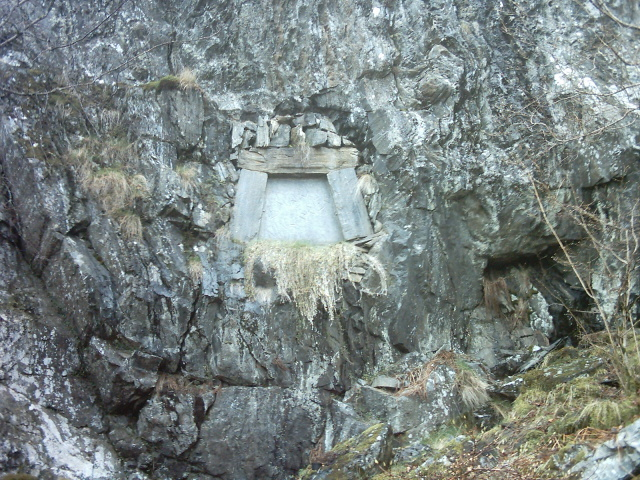
Laatste rustplaats van Edvard en Nina Grieg

In de morgen van 4 september 1907 stierf Grieg op 64-jarige leeftijd. De begrafenis vond op 9 september plaats. Het volk treurde en de begrafenisstoet in zijn woonplaats trok meer dan 50.000 mensen. Onder de klanken van zijn eigen treurmars voor Nordraak werd de kist ter crematie geleid. Zijn as – en, vele jaren later, die van zijn vrouw – werd bijgezet in een bergcrypte vlak bij zijn villa Troldhaugen. Hij liet 65.000 dollar na aan de stadsbibliotheek van Bergen, evenals andere nalatenschappen, zoals composities en archivalia (brieven, handschriften, dagboeken en foto’s).

## Muziek
Grieg is voor het grootste gedeelte aan te merken als miniaturist - zijn grote kracht lag in het schrijven van kleine muziekvormen met een vaak ongecompliceerd verloop, hetgeen vooral tot uitdrukking komt in zijn pianomuziek. Zijn vroegste werk behoort tot de Duitse romantiek. Zijn latere composities worden gekenmerkt door ogenschijnlijk eenvoudige melodieën met een heel eigen subtiel chromatische en harmonische stijl, waarbij hij veelal putte uit de Noorse volksmuziek - met name de Noorse volksliederen en dansen. Röntgen merkt hierbij op dat de mening dat Grieg volksmuziek in zijn composities heeft gebruikt, op een wijdverbreid misverstand berust. Bijna alles wat hij componeerde was van eigen vinding. Op een paar uitzonderingen na heeft hij geen grote muziekstukken zoals symfonieën en opera’s gecomponeerd, ofschoon hij daarvoor eerzuchtig genoeg was.
Veel van zijn muziek - met name liederen en de Lyrische Stukken voor piano - heeft ingang gevonden in menig muzikaal gezin. Zijn muziek is dan ook mede hierdoor wijdverbreid geraakt. De Ballade, opus 24 - eigenlijk variaties op een Noors volkslied - is een van Griegs grootste en tevens belangrijkste werken voor piano, dat door Brahms zeer geprezen werd. Het werk behoort tot het concertrepertoire van veel pianisten.

## Trivia
- Zijn villa Troldhaugen kan in Bergen nog steeds worden bezichtigd, alsmede de hut waar hij zich dikwijls terugtrok om te componeren. Ernaast is een museum gebouwd.
- In Leipzig, waar hij heeft gestudeerd en gewoond, bevindt zich de Grieg-Begegnungsstätte.
- Grieg componeerde zijn opus 66, negentien Noorse Volksliederen, in het "Fossli Hotel", gelegen bovenaan de Vøringsfossen-waterval, aan de rand van Hardangervidda.
- Hij was goed bevriend met de Nederlands - Duitse componist Julius Röntgen. Van diens hand verscheen in 1930 een biografie,[22] waarin rijkelijk wordt geciteerd uit hun correspondentie.
- Griegs Morgenstemning uit de Peer Gynt-toneelmuziek werd gespeeld tijdens de bijzetting van koningin Juliana der Nederlanden op het moment dat de kist met haar stoffelijk overschot afdaalde in de Delftse grafkelder.
- Muziek van Grieg wordt bijzonder vaak gebruikt voor films, radio- en televisieprogramma's. Een honky-tonkversie van het openingsthema van zijn pianoconcert onder de titel Grieg One[23] diende als tune voor een populair programma van Joost den Draaijer op Radio Veronica.
- Geert Wilders gebruikte in zijn film Fitna Aases dood uit Peer Gynt als achtergrondmuziek.

## Opnames
- Een opname van het complete oeuvre van Grieg (op 21 cd's) verscheen in 1993 op het Noorse label Victoria en werd in 2007 heruitgebracht op Brilliant Classics.

### Bladmuziek/partituren
- Bladmuziek van Grieg op de website van het International Music Score Library Project
- Diverse lyrische stukken in PDF- en/of midi-formaat (kosteloos raadpleegbaar)

- Bibsys: 90054680
- Biblioteca Nacional de España: XX1050534
- Bibliothèque nationale de France: cb13894720b (data)
- Catàleg d'autoritats de noms i títols de Catalunya: 981058521640906706
- CiNii: DA06405650
- Gemeinsame Normdatei: 118697641
- International Standard Name Identifier: 0000 0001 2279 5367
- KulturNav: 442a93c5-3d15-4f9a-8411-38d87e863f11
- Library of Congress Control Number: n79046495
- Nationale Bibliotheek van Letland: 000035868
- MusicBrainz: 013c8e5b-d72a-4cd3-8dee-6c64d6125823
- Bibliotheek van het Japanse parlement: 00522174
- Nationale Bibliotheek van Tsjechië: jn19990002879
- Nationale bibliotheek van Australië: 36173485
- Nationale Bibliotheek van Israël: 987007262171205171
- Nationale Bibliotheek van Polen: a0000001087896
- Nationale en Universitaire bibliotheek Zagreb: 000091477
- Nederlandse Thesaurus van Auteursnamen: 069399697
- Istituto Centrale per il Catalogo Unico: LO1V091495
- LIBRIS: 188690
- SNAC: w69g5k45
- Système universitaire de documentation: 084053623
- Trove: 1223937
- Virtual International Authority File: 46946549
- WorldCat: E39PBJxmBHtHqJhhPF88bjc9Dq